# Grande Prêmio da Malásia de 2016 (MotoGP)
O Grande Prêmio da MotoGP da Malásia de 2016 ocorreu em 30 de outubro.

## Resultados

### Classificação MotoGP
| Pos | Piloto           | Equipe                        | Moto    | Tempo     | Pontos |
| --- | ---------------- | ----------------------------- | ------- | --------- | ------ |
| 1   | Andrea Dovizioso | Ducati Team                   | Ducati  | 42'27.333 | 25     |
| 2   | Valentino Rossi  | Movistar Yamaha MotoGP        | Yamaha  | +3.115    | 20     |
| 3   | Jorge Lorenzo    | Movistar Yamaha MotoGP        | Yamaha  | +11.924   | 16     |
| 4   | Hector Barbera   | Avintia Racing                | Ducati  | +19.916   | 13     |
| 5   | Loris Baz        | Avintia Racing                | Ducati  | +21.353   | 11     |
| 6   | Maverick Viñales | Team SUZUKI ECSTAR            | Suzuki  | +22.932   | 10     |
| 7   | Alvaro Bautista  | Aprilia Racing Team Gresini   | Aprilia | +25.829   | 9      |
| 8   | Jack Miller      | Estrella Galicia 0,0 Marc VDS | Honda   | +32.746   | 8      |
| 9   | Pol Espargaro    | Monster Yamaha Tech 3         | Yamaha  | +33.704   | 7      |
| 10  | Danilo Petrucci  | OCTO Pramac Yakhnich          | Ducati  | +34.280   | 6      |
| 11  | Marc Marquez     | Repsol Honda Team             | Honda   | +36.480   | 5      |
| 12  | Eugene Laverty   | Pull & Bear Aspar Team        | Ducati  | +36.638   | 4      |
| 13  | Aleix Espargaro  | Team SUZUKI ECSTAR            | Suzuki  | +36.897   | 3      |
| 14  | Bradley Smith    | Monster Yamaha Tech 3         | Yamaha  | +45.609   | 2      |
| 15  | Scott Redding    | OCTO Pramac Yakhnich          | Ducati  | +49.779   | 1      |
| 16  | Hiroshi Aoyama   | Repsol Honda Team             | Honda   | +52.665   | 0      |
| 17  | Stefan Bradl     | Aprilia Racing Team Gresini   | Aprilia | +52.784   | 0      |
| 18  | Tito Rabat       | Estrella Galicia 0,0 Marc VDS | Honda   | +54.891   | 0      |

### Classificação Moto2
| Pos | Piloto              | Equipe                        | Moto     | Tempo     | Pontos |
| --- | ------------------- | ----------------------------- | -------- | --------- | ------ |
| 1   | Johann Zarco        | Ajo Motorsport                | Kalex    | 45'51.036 | 25     |
| 2   | Franco Morbidelli   | Estrella Galicia 0,0 Marc VDS | Kalex    | +3.256    | 20     |
| 3   | Jonas Folger        | Dynavolt Intact GP            | Kalex    | +3.689    | 16     |
| 4   | Lorenzo Baldassarri | Forward Team                  | Kalex    | +21.428   | 13     |
| 5   | Hafizh Syahrin      | Petronas Raceline Malaysia    | Kalex    | +24.700   | 11     |
| 6   | Thomas Luthi        | Garage Plus Interwetten       | Kalex    | +26.184   | 10     |
| 7   | Alex Marquez        | Estrella Galicia 0,0 Marc VDS | Kalex    | +28.177   | 9      |
| 8   | Xavi Vierge         | Tech 3 Racing                 | Tech 3   | +28.855   | 8      |
| 9   | Luca Marini         | Forward Team                  | Kalex    | +29.247   | 7      |
| 10  | Isaac Viñales       | Tech 3 Racing                 | Tech 3   | +29.969   | 6      |
| 11  | Simone Corsi        | Speed Up Racing               | Speed Up | +30.866   | 5      |
| 12  | Ramdan Rosli        | Petronas AHM Malaysia         | Kalex    | +31.260   | 4      |
| 13  | Remy Gardner        | Tasca Racing Scuderia Moto2   | Kalex    | +31.793   | 3      |
| 14  | Alex Rins           | Paginas Amarillas HP 40       | Kalex    | +34.697   | 2      |
| 15  | Xavier Simeon       | QMMF Racing Team              | Speed Up | +46.669   | 1      |
| 16  | Jesko Raffin        | Sports-Millions-EMWE-SAG      | Kalex    | +49.126   | 0      |
| 17  | Sandro Cortese      | Dynavolt Intact GP            | Kalex    | +49.293   | 0      |
| 18  | Danny Kent          | Leopard Racing                | Kalex    | +51.610   | 0      |
| 19  | Edgar Pons          | Paginas Amarillas HP 40       | Kalex    | +54.949   | 0      |
| 20  | Marcel Schrotter    | AGR Team                      | Kalex    | +55.461   | 0      |
| 21  | Takaaki Nakagami    | IDEMITSU Honda Team Asia      | Kalex    | +1'08.613 | 0      |
| 22  | Iker Lecuona        | CarXpert Interwetten          | Kalex    | +1'16.574 | 0      |
| 23  | Mattia Pasini       | Italtrans Racing Team         | Kalex    | +1'25.838 | 0      |
| 24  | Ratthapark Wilairot | IDEMITSU Honda Team Asia      | Kalex    | +2'01.635 | 0      |

### Classificação Moto3
| Pos | Piloto                | Equipe                          | Moto     | Tempo     | Pontos |
| --- | --------------------- | ------------------------------- | -------- | --------- | ------ |
| 1   | Francesco Bagnaia     | Pull & Bear Aspar Mahindra Team | Mahindra | 29'29.351 | 25     |
| 2   | Jakub Kornfeil        | Drive M7 SIC Racing Team        | Honda    | +7.108    | 20     |
| 3   | Bo Bendsneyder        | Red Bull KTM Ajo                | KTM      | +7.253    | 16     |
| 4   | Fabio Quartararo      | Leopard Racing                  | KTM      | +8.469    | 13     |
| 5   | Andrea Locatelli      | Leopard Racing                  | KTM      | +12.414   | 11     |
| 6   | Marcos Ramirez        | Platinum Bay Real Estate        | Mahindra | +12.706   | 10     |
| 7   | Gabriel Rodrigo       | RBA Racing Team                 | KTM      | +13.387   | 9      |
| 8   | Khairul Idham Pawi    | Honda Team Asia                 | Honda    | +13.506   | 8      |
| 9   | Livio Loi             | RW Racing GP BV                 | Honda    | +14.445   | 7      |
| 10  | Darryn Binder         | Platinum Bay Real Estate        | Mahindra | +38.777   | 6      |
| 11  | Hafiq Azmi            | Peugeot MC Saxoprint            | Peugeot  | +45.827   | 5      |
| 12  | Niccolò Antonelli     | Ongetta-Rivacold                | Honda    | +48.899   | 4      |
| 13  | Stefano Valtulini     | 3570 Team Italia                | Mahindra | +49.648   | 3      |
| 14  | Lorenzo Petrarca      | 3570 Team Italia                | Mahindra | +49.842   | 2      |
| 15  | Fabio Di Giannantonio | Gresini Racing Moto3            | Honda    | +1'15.163 | 1      |
| 16  | Lorenzo Dalla Porta   | SKY Racing Team VR46            | KTM      | 1 volta   | 0      |
| 17  | Brad Binder           | Red Bull KTM Ajo                | KTM      | 3 voltas  | 0      |